# Comté de Baker (Oregon)
Pour les articles homonymes, voir Comté de Baker.
Le comté de Baker, en anglais : Baker County, est un comté situé dans le nord-est de l'État de l'Oregon aux États-Unis. Il est nommé en l'honneur d'Edward Dickinson Baker, un sénateur de l'Oregon. Le siège du comté est Baker City. Selon le recensement de 2000, sa population est de 16 741 habitants.

## Géographie
Le comté a une superficie de 7 999 km2, dont 7 946 km2 est de terre. 

### Comtés adjacents
- Comté de Union (nord)
- Comté de Wallowa (nord)
- Comté de Grant (ouest)
- Comté de Malheur (sud)
- Comté de Washington, Idaho (est)
- Comté d'Adams, Idaho (nord-est)